# آنا كارينا
آنا كارينا (بالفرنسية: Anna Karina)‏ (ولدت باسم هانا كارين بلارك باير، 22 سبتمبر 1940) ممثلة سينمائية، مخرجة وكاتبة سيناريو دنماركية فرنسية، قضت معظم حياتها العملية في فرنسا. برزت بصفتها ملهمة مخرج الموجة الفرنسية الجديدة جان لوك غودارد في الستينات، إذ مثّلت في العديد من أفلامه من ضمنها ذا ليتل سولجر، آ وومن إز آ وومن، ماي لايف تو ليف، عصبة الغرباء، بيير لو فو وألفافيل. فازت آنا كارينا عن أدائها في آ وومن إز آ وومن بجائزة الدب الفضي في مهرجان برلين السينمائي.
في عام 1972، أنشأت كارينا شركة إنتاج لأول عمل لها في الإخراج، فيفر إنسيمبل (1973)، والتي عرضت في تشكيلة أسبوع النقاد في مهرجان كان السينمائي السادس والعشرين. أخرجت أيضًا الفيلم الكندي الفرنسي فيكتوريا (2008). بالإضافة إلى عملها في السينما، عملت كمغنية، وكتبت عدة روايات باللغة الفرنسية.
عادًة ما تُعتبر آنا كارينا ركزًا لسينما الستينات ووصفتها صحيفة نيويورك تايمز على أنها «واحدة من أجمل جميلات الشاشة ورمز دائم للموجة الفرنسية الجديدة».

## حياتها الشخصية
أثناء العمل معه على لو بيتيت سولدا، بدأت علاقة كارينا بغودارد وتزوجا عام 1961. غدت كارينا لاحقًا ملهمة غودارد، وظهرت في ثمانية من أفلامه من ضمنها  ذا ليتل سولجر، آ وومن إز آ وومن، ماي لايف تو ليف، عصبة الغرباء، بيير لو فو وألفافيل، وذلك خلال زواجهما، الذي استمر خمس سنوات، وبعده. أحبت كارينا فكرة أنها كانت ملهمة غودارد، أخبرت زان بروكس من صحيفة الغارديان في عام 2016: «كيف لي ألا أتشرف بذلك؟ ربما كان الأمر مبالغًا به، هذا يبدو سخيفًا للغاية، لكن بالطبع أنا أتأثر دائمًا بسماع الناس يقولون ذلك، لأن جان لوك غودارد قدم لي هدية بجعلي أظهر في كل تلك الأدوار، كان ذلك مثل مسرحية بجماليون، لقد كنت إليزا دوليتل وكان هو المعلم».
أصبح الزوجان وفقًا لصحيفة الإندبندنت «من أكثر الأزواج شهرة في الستينيات» ووصف كاتب في مجلة فيلم ميكر أعمالهم «يمكن القول إنها أكثر الأعمال تأثيرًا في تاريخ السينما».
على الرغم من النجاح البارز، يمكن وصف علاقة غودارد وكارينا خلف الكواليس على أنها صاخبة، تشاجرا في مواقع تصوير العديد من الأفلام، كثيرًا ما كانت تمرض كارينا وكان غودارد يغيب دون أي تفسير. يُقال إن أحد أفلام غودارد الذي لم تمثل فيه كارينا ولم تكن موجودة خلال تصويره، كونتيمبت (1963)، كان مبنيًا على علاقتهما العصيبة. تطلق الزوجان عام 1965.

قالت كارينا في ربيع عام 2016 أنها وغودارد لا يتحدثان إلى بعضهما، وصفت العلاقة في مقابلة مع مجلة دبليو:
«كان كل شيء مثيرًا للغاية منذ البداية، كانت لدينا قصة حب رائعة، لكنا كنا مختلفين للغاية، كان يكبرني بعشرة أعوام وكان غريبًا للغاية، كان يغيب لأسابيع ويعود، كان ذلك صعبًا وكنت مجرد فتاة يافعة، لم أكن قد بلغت الحادية والعشرين في ذلك الوقت حتى، وكان غودارد في ذلك الوقت في الثلاثين من عمره، أعرف أنه لم يكن يقصد إيذائي إلا أنه قام بذلك، لم يكن موجودًا ولم يعد قط، في معظم الأحيان كنت أجهل مكانه، كان ذلك يقودني للجنون».

## وصلات خارجية
- آنا كارينا على موقع IMDb (الإنجليزية)
- آنا كارينا على موقع الموسوعة البريطانية (الإنجليزية)
- آنا كارينا على موقع روتن توميتوز (الإنجليزية)
- آنا كارينا على موقع ألو سيني (الفرنسية)
- آنا كارينا على موقع ميوزك برينز (الإنجليزية)
- آنا كارينا على موقع تيرنر كلاسيك موفيز (الإنجليزية)
- آنا كارينا على موقع أول موفي (الإنجليزية)
- آنا كارينا على موقع قاعدة بيانات الأفلام السويدية (السويدية)
- آنا كارينا على موقع إن إن دي بي (الإنجليزية)
- آنا كارينا على موقع ديسكوغز (الإنجليزية)